# Kloster San Millán de la Cogolla

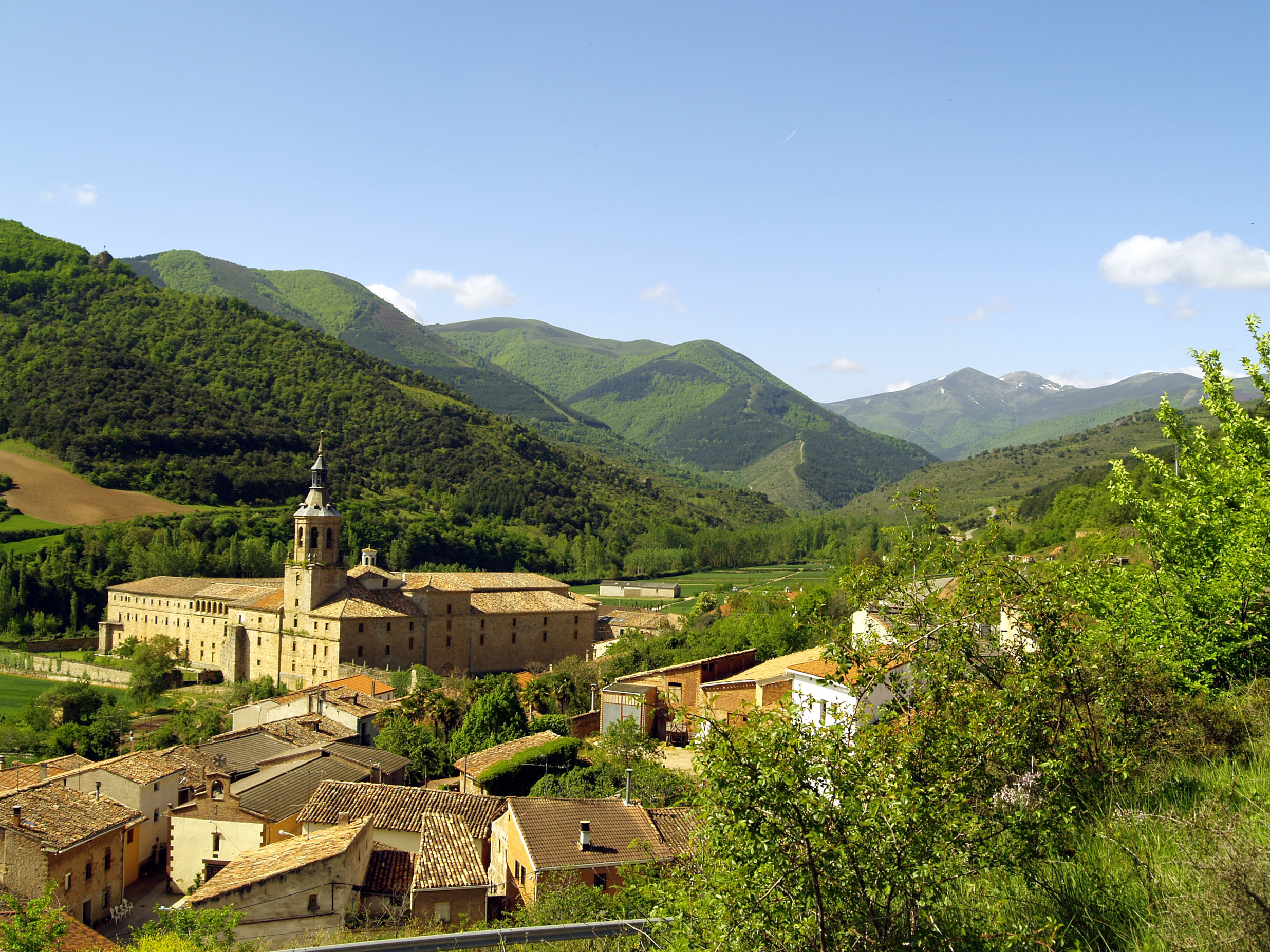
Monasterios de San Millán de Yuso

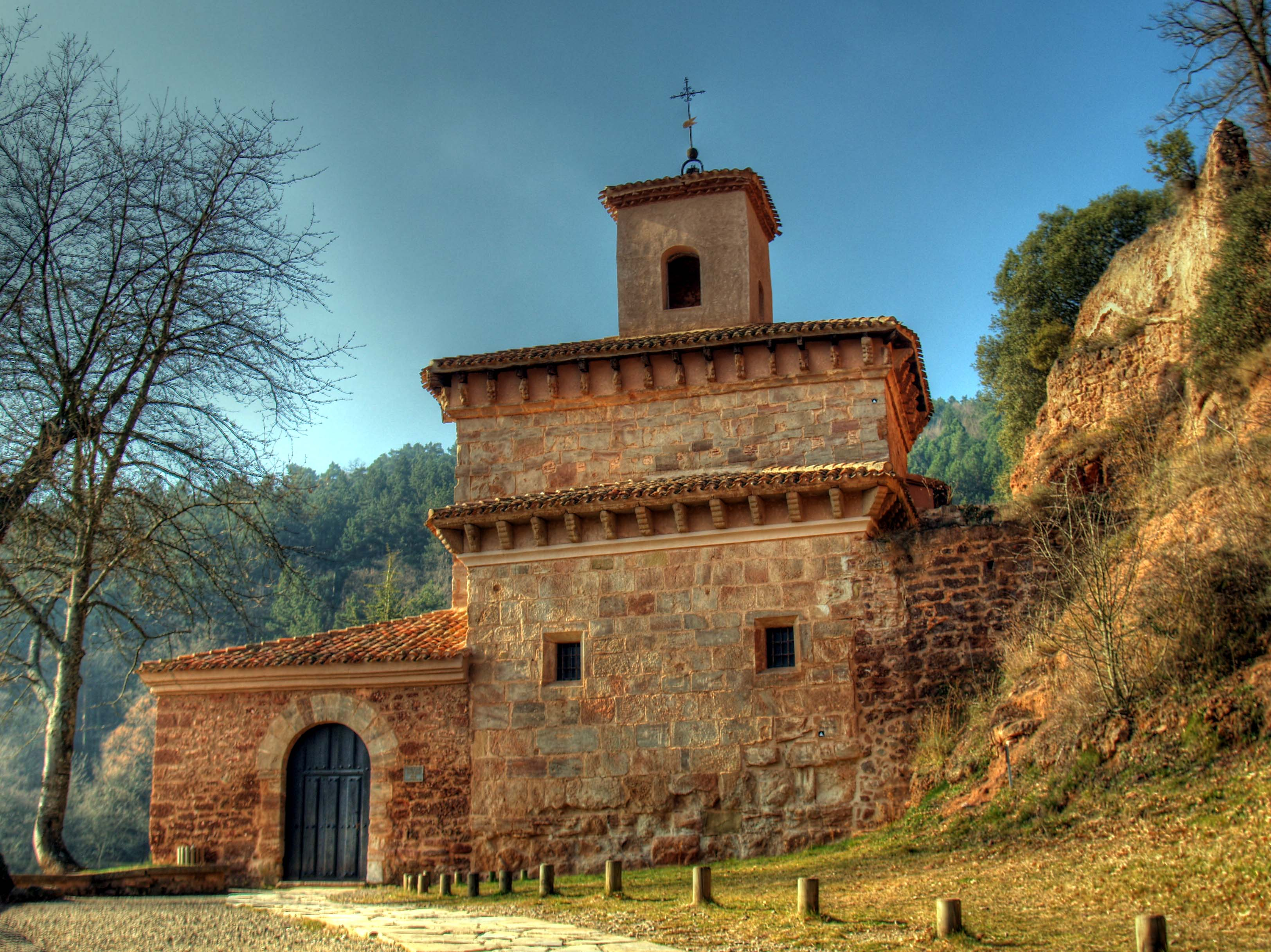
San Millán de Suso

Das Kloster San Millán de la Cogolla (Spanisch: Monasterio de San Millán de la Cogolla) ist ein Ensemble, bestehend aus den Klöstern San Millán de Yuso und San Millán de Suso. Diese befinden sich im Tal des Cárdenas, einem Zufluss des Najerilla, im Ort San Millán de la Cogolla, La Rioja, Spanien. San Millán de Suso (suso, von lateinisch: sursum = oben) liegt dabei oberhalb des im Tal errichteten San Millán de Yuso (yuso, von lateinisch: deorsum = unten). Beide Klöster wurden 1997 von der UNESCO ihrer Bedeutung wegen zum Weltkulturerbe erklärt. Die dort lebende klösterliche Gemeinschaft gehört zum Orden der Augustiner.

## Geschichte
Ausgangspunkt der Entwicklung war eine Einsiedlergemeinschaft, die der namensgebende Heilige Aemilianus von Cogolla (spanisch San Millán) nach seinem Rückzug in die Sierra de la Demanda um sich und seine Einsiedelei versammelt hatte. Nach seinem Tod wurde das Grab Anbetungsort, über dem um 550 die ersten Gebäude des oberen Klosters errichtet wurden. Die Umstellung vom ursprünglichen Anachoretentum auf klösterliches Leben nach benediktinischer Regel erforderte mehrere Erweiterungen, zum Beispiel wurde ein Versammlungsraum für die Gemeinschaft gebraucht. Diese wurden bis ins 12. Jahrhundert hinein ausgeführt und tragen ihrer Zeit entsprechend westgotische, mozarabische und romanische Züge. Wichtiger Schritt war dabei die Stiftung von Kirche und einem ersten Kloster durch König Sancho II. Garcés von Navarra.
1001 wurde dieses Kloster während eines maurischen Feldzuges unter Al-Mansur zerstört.
Daraufhin wurde 1053 auf Befehl des navarrischen Königs García III. Sánchez das untere Kloster erbaut und die ursprünglich in San Millán de Suso ruhenden Gebeine des Heiligen Aemilianus dorthin überführt.
Die Vorgänge um Überführung und Klosterneubau stellt die Legende folgendermaßen dar:
König García III. Sánchez war dem Heiligen Aemilianus sehr ergeben. Da er gerade das Kloster Santa María la Real de Nájera in seiner Hauptstadt Nájera gegründet hatte, wollte er dessen in San Millán de Suso ruhenden Gebeine nach Nájera überführen. Die Überreste des Heiligen wurden auf einen Ochsenkarren geladen und mitgenommen. Als sie sich dem Fluss näherten, hielten die Ochsen an und weigerten sich weiterzuziehen. Der König fasste dies als Zeichen auf und ließ ein neues Kloster errichten.
Die längste Zeit seiner Geschichte war das Kloster eine Benediktinerabtei. Seit 1878 leben hier Augustiner, die nicht nur das klösterliche Leben aufrechterhalten, sondern sich auch um die bauliche Erhaltung der Gebäude verdient machen.

## Gebäude und Kunstschätze

### San Millán de Suso
Vom oberen Kloster existiert die Kirche mit westgotischen, mozarabischen und romanischen Stilelementen. Die annähernd gleich großen Schiffe mit Vorhalle wurden an den Felsen über der Höhle angebaut, in denen Aemilianus und seine Schüler lebten. Davon entstand 574 zunächst das südliche Schiff, 984 das nördliche. Der hufeisenförmige Triumphbogen, die Zwillingssäule und die sechsteilige Chorkuppel sind westgotische Stilelemente, das Kreuzrippengewölbe und ein ursprünglich westgotisches, im 10. Jahrhundert überarbeitetes Kapitell spiegeln mozarabische Einflüsse wider. Der Wiederaufbau nach der Zerstörung zu Beginn des 11. Jahrhunderts wurde romanisch ausgeführt.
Am einstigen Begräbnisort San Milláns befindet sich noch der Sarkophag aus dem 11. Jahrhundert mit Reliefs und einer liegenden Darstellung des Heiligen. In der Vorhalle stehen die Sarkophage mit den sterblichen Überresten navarrischer Königinnen und der Infanten von Lara samt denen ihres Erziehers Nuño Salido.

### San Millán de Yuso
Das Gebäude wurde im Stil der damals üblichen Romanik errichtet. Es gab Renovierungen nach dem 16. Jahrhundert, im Desornamentado-Stil, dem 17. und dem 18. Jahrhundert. Man betritt sein Inneres durch ein Barockportal mit korinthischen Säulen und einem Relief des reitenden San Millán aus dem 17. Jahrhundert. Vom Vestibül aus gelangt man in den Salón de los Reyes (Salon der Könige), wo sich wertvolle von Bruder Juan Rizzi geschaffene Gemälde von Grafen und Königen befinden. Unter ihnen García Sanchez III. und dessen Vater Sancho III. Garcés von Navarra. Letzterer weist eine Besonderheit auf; sein Kopf ist der des spanischen Schriftstellers Lope de Vega. Die Kirche hat drei Schiffe, Krypta und Kuppel. Das Altarretabel stammt aus dem 17. Jahrhundert, sein zentrales Bild zeigt San Millán in der Schlacht von Hacinas. In der Kapelle der Ordensbrüder werden die Reliquien der Heiligen Millán und seines Meisters Felix in zwei Silberschatullen mit Elfenbeinbeschlägen aufbewahrt. Die Schatulle San Milláns war ein Auftrag des Königs Sancho IV. Garcés im Jahre 1067. Das Kloster verfügt auch über eine wichtige Bibliothek, die im Jahr 1665 erbaut wurde. Sie bewahrt einige wertvolle Kodizes und Inkunabeln auf.

## Weltliche Relevanz

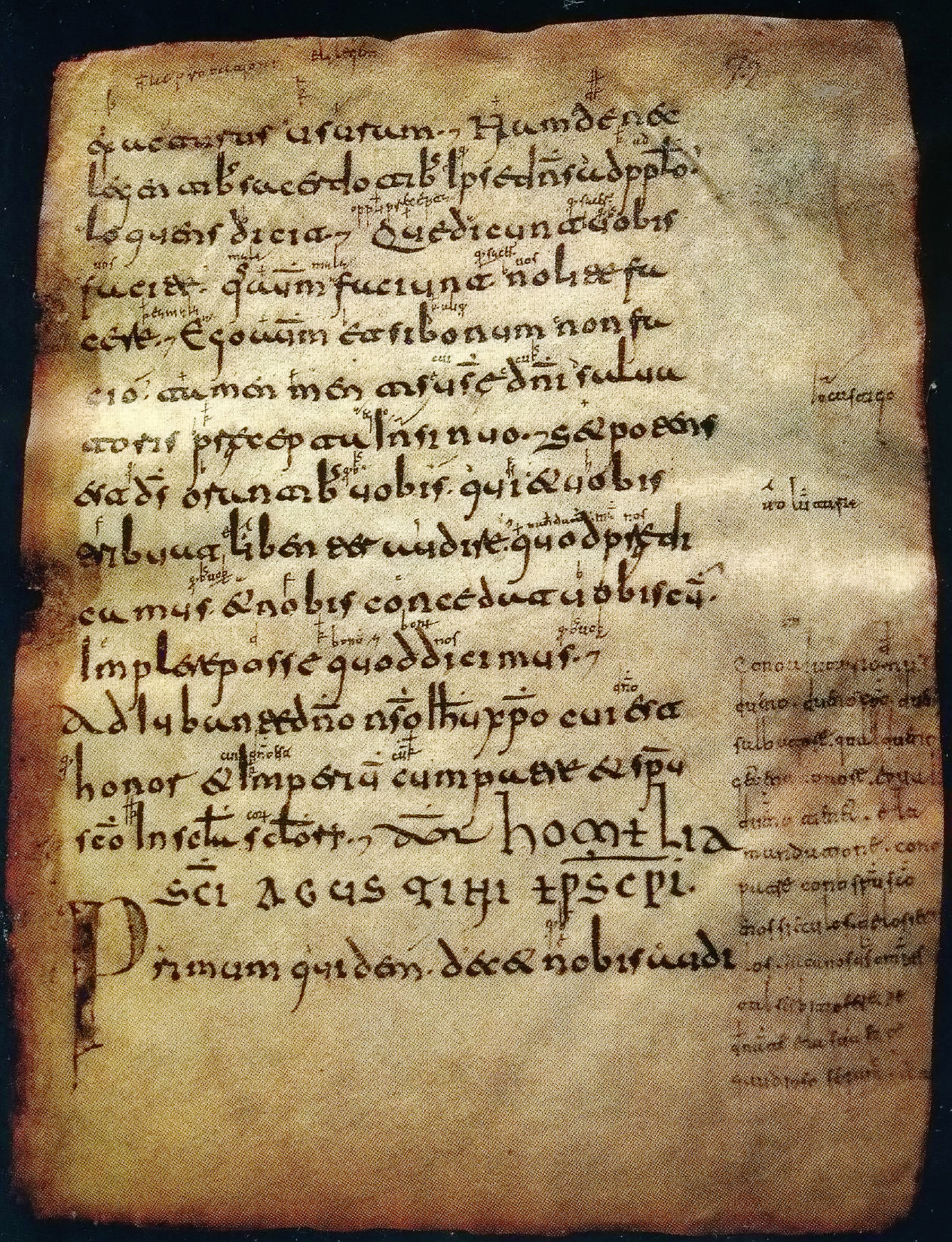
Teil eines Codex Emilianensis

Das Kloster San Millán de la Cogolla ist nicht nur in künstlerischer und monastischer, sondern auch in linguistischer und literarischer Hinsicht wichtig. Hier schrieb ein Mönch die Glosas Emilianenses, den ersten Text auf westaragonesisch (oder auch Navarro-Aragonesisch), eine iberoromanische Sprache, die aus dem Vulgärlatein entstand und dem Spanischen verwandt ist. Sie enthalten auch die ersten Notizen auf Baskisch. Aus diesem Grund gilt das Kloster auch als Wiege der spanischen und baskischen Romanzen. Außerdem lebte und arbeitete hier im 12. und 13. Jahrhundert der Mönch Gonzalo de Berceo, der erste bekannte Poet der neuen Volkssprache Kastilisch. Die Klosterbibliothek umfasst circa 10.000 Bände.

## Bilder

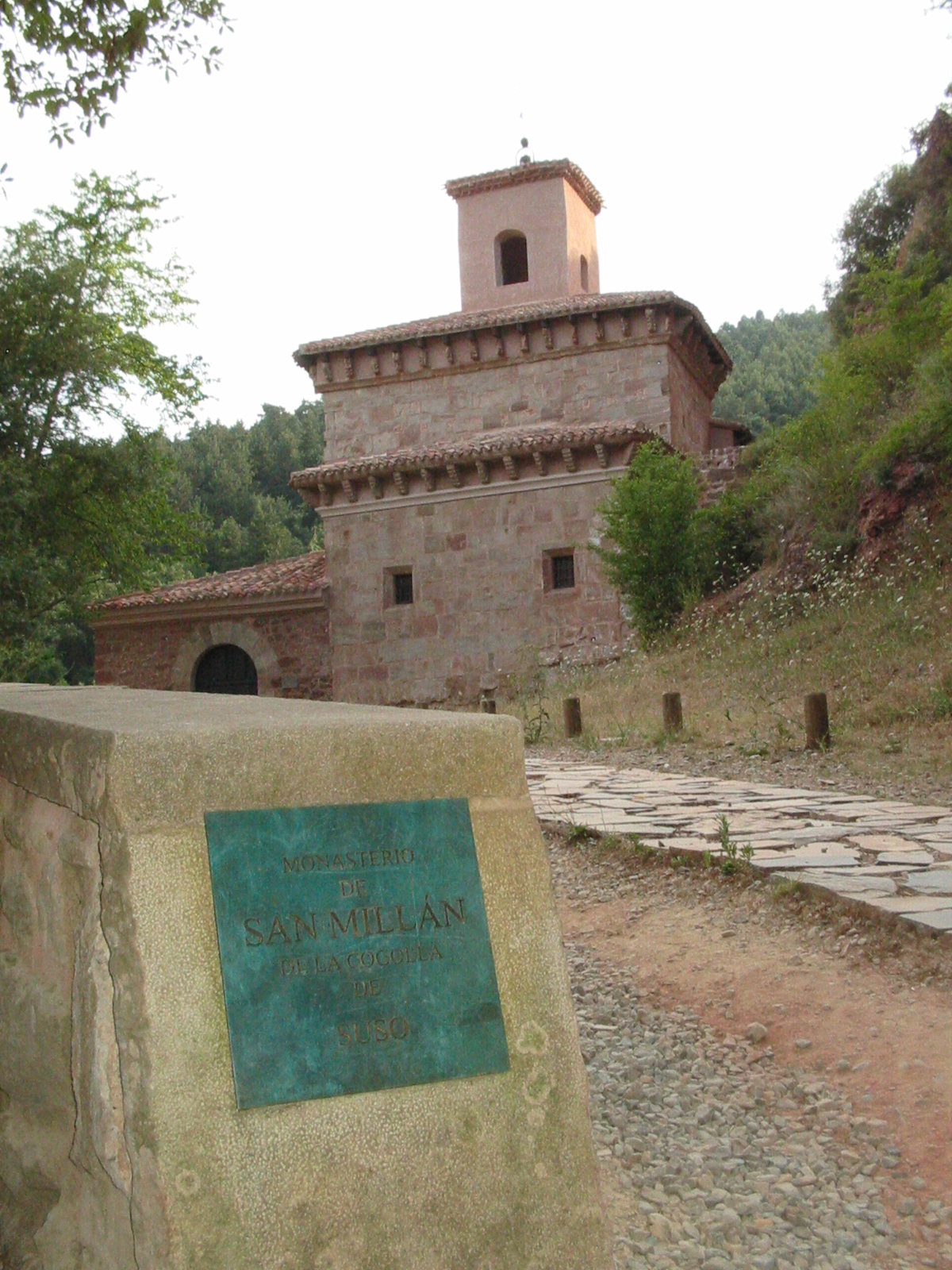
San Millán de Suso
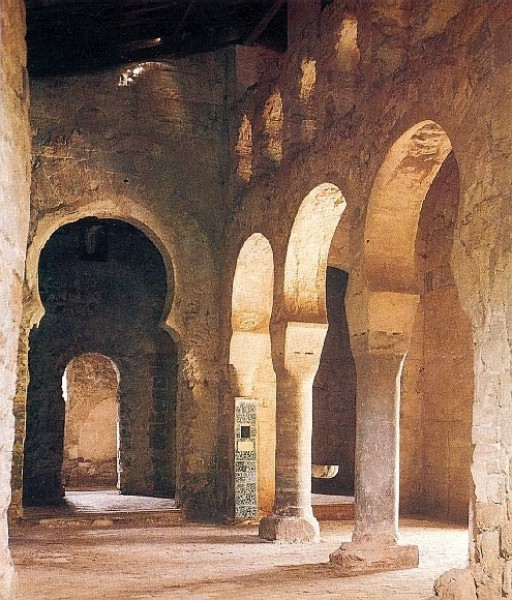
San Millán de Suso, Innenansicht
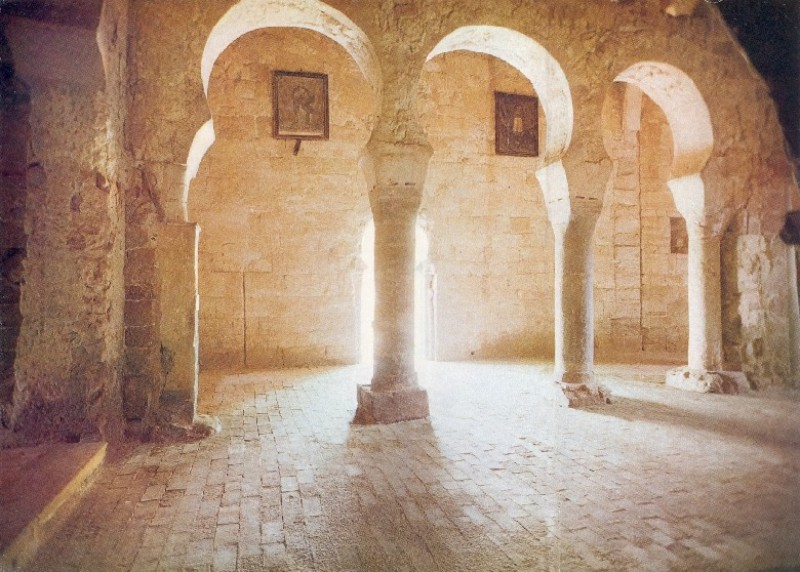
San Millán de Suso, Innenansicht
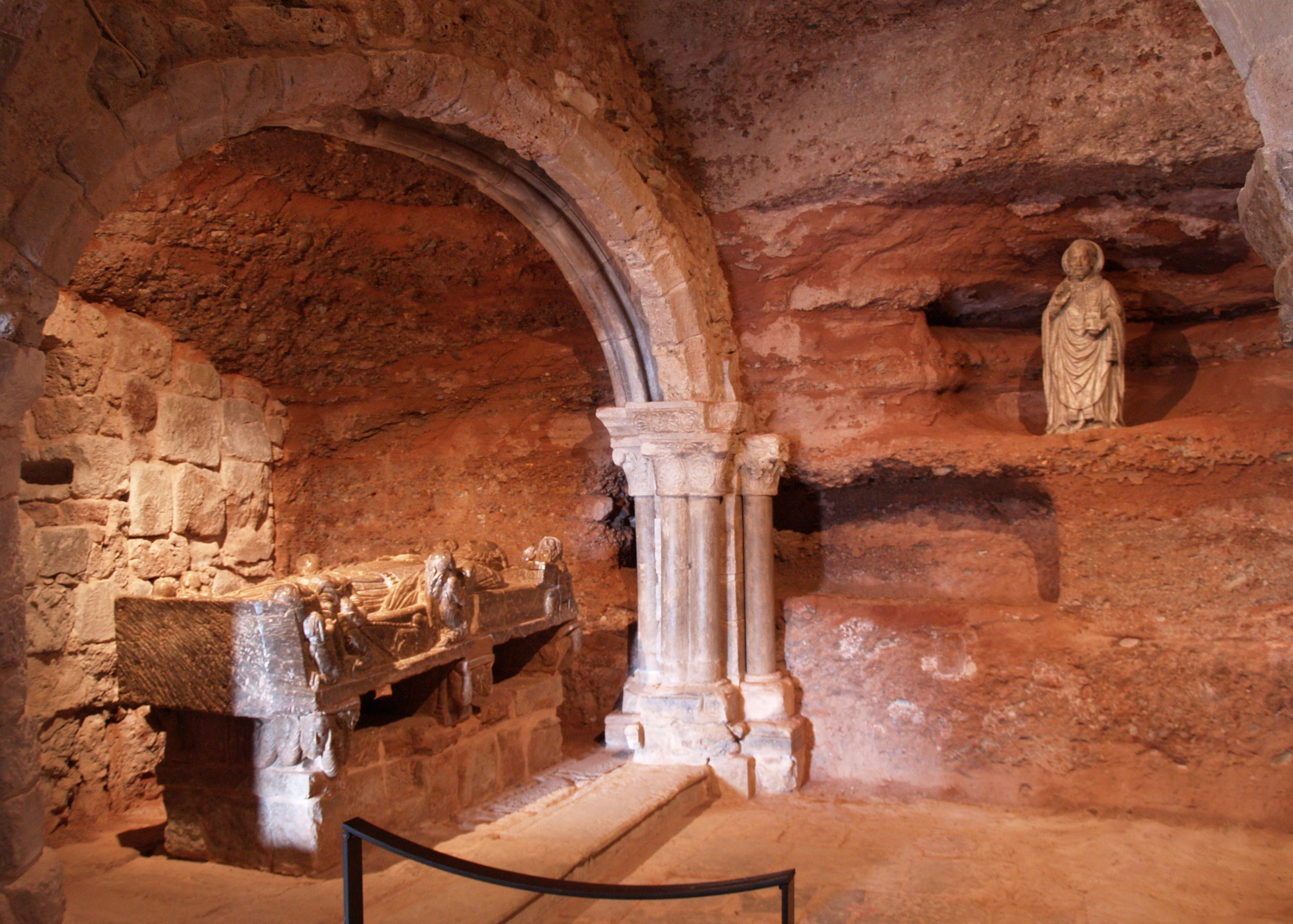
Sarkophag des Hl. Millán
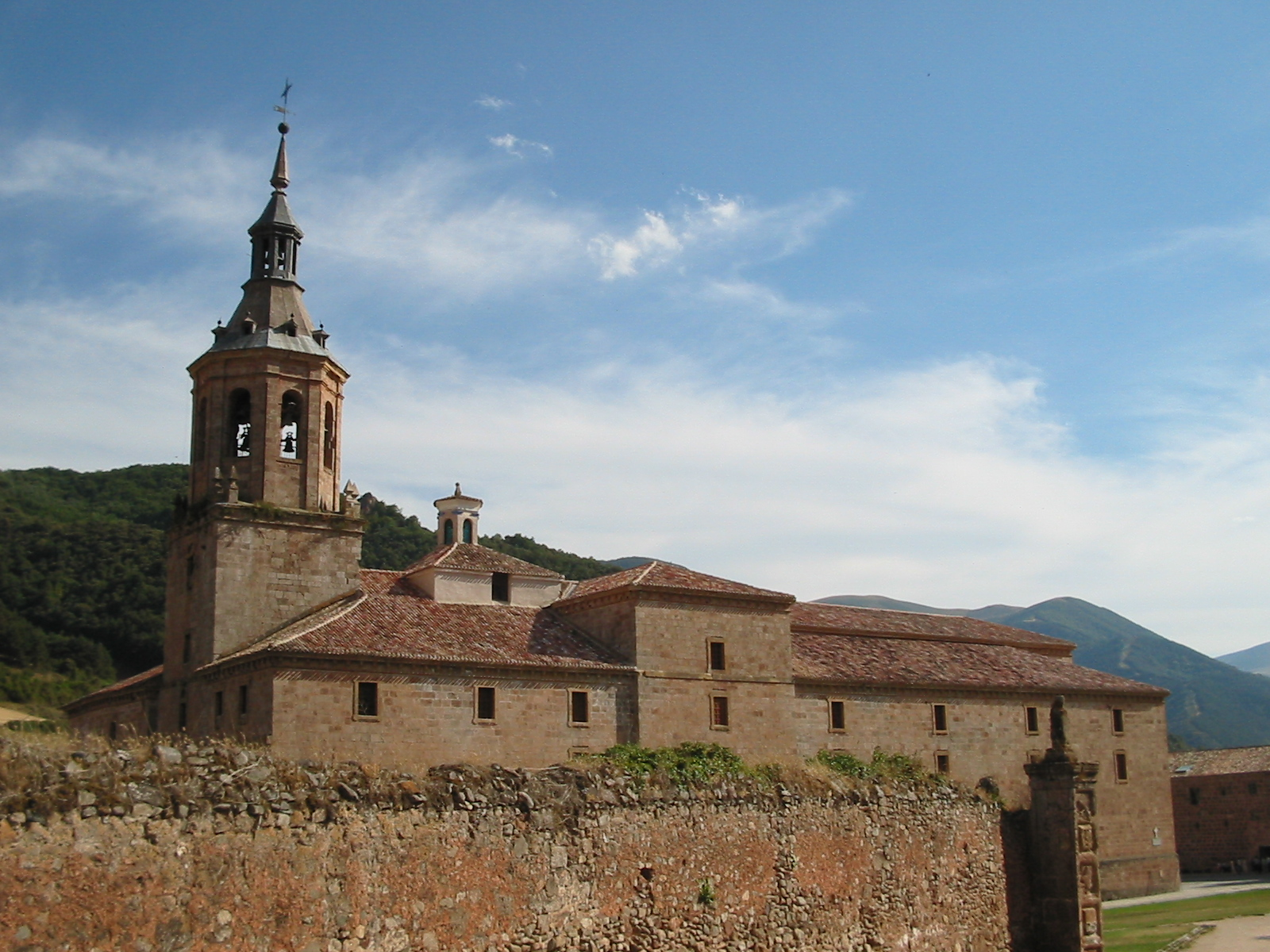
San Millán de Yuso
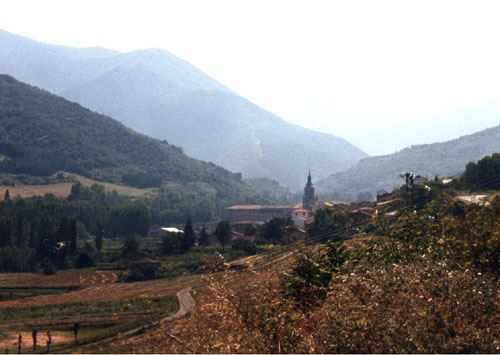
Das Tal des Cárdenas mit San Millán de Yuso

← Vorhergehender Ort: San Millán de la Cogolla | Kloster San Millán de la Cogolla | Nächster Ort: / →

Saint-Jean-Pied-de-Port |
Valcarlos |
Puerto de Ibañeta |
Roncesvalles |
Burguete |
Espinal (Navarra) |
Bizkarreta-Gerendiain |
Lintzoain |
Erro-Pass |
Zubiri |
Larrasoaña |
Zuriáin |
Iroz |
Zabaldica |
Villava |
Burlada |
Pamplona |
Cizur Menor |
Guenduláin |
Zariquiegui |
Alto del Perdón |
Uterga |
Muruzábal |
Obanos |
Puente la Reina |
Mañeru |
Cirauqui |
Lorca |
Villatuerta |
Estella-Lizarra |
Kloster Irache |
Azqueta |
Villamayor de Monjardín |
Los Arcos |
Sansol |
Torres del Río |
Viana |
Logroño |
Navarrete |
Nájera |
Azofra |
Cirueña |
Santo Domingo de la Calzada |
Grañón |
Redecilla del Camino |
Castildelgado |
Viloria de Rioja |
Villamayor del Río |
Belorado |
Tosantos |
Villambistia |
Espinosa del Camino |
Villafranca Montes de Oca |
Kloster San Juan de Ortega |
Agés |
Atapuerca |
Cardeñuela Ríopico |
Orbaneja Ríopico |
Villafría |
Burgos |
Villalbilla de Burgos |
Tardajos |
Rabé de las Calzadas |
Hornillos del Camino |
San Bol |
Hontanas |
Kloster San Anton de Castrojeriz |
Castrojeriz |
Puente de Itero |
Itero de la Vega |
Boadilla del Camino |
Frómista |
Población de Campos |
Villarmentero de Campos |
Villalcázar de Sirga |
Carrión de los Condes |
Calzadilla de la Cueza |
Ledigos |
Terradillos de los Templarios |
Moratinos |
San Nicolás del Real Camino |
Sahagún |
Calzada del Coto |
Bercianos del Real Camino |
El Burgo Ranero / Calzadilla de los Hermanillos |
Reliegos |
Mansilla de las Mulas |
Villamoros de Mansilla |
Villarente |
Arcahueja |
Valdelafuente |
León |
Trobajo del Camino |
Virgen del Camino |
Valverde de la Virgen |
San Miguel del Camino |
Villadangos del Páramo |
San Martín del Camino |
Hospital de Órbigo |
Villares de Órbigo |
Santibáñez de Valdeiglesias |
San Justo de la Vega |
Astorga |
Murias de Rechivaldo |
Santa Catalina de Somoza |
El Ganso |
Rabanal del Camino |
Foncebadón |
Cruz de Ferro |
Manjarín |
El Acebo |
Riego de Ambrós |
Molinaseca |
Ponferrada |
Columbrianos |
Camponaraya |
Cacabelos |
Villafranca del Bierzo |
Pereje |
Trabadelo |
La Portela de Valcarce |
Ambasmestas |
Vega de Valcarce |
Ruitelán |
Las Herrerías |
La Faba |
Laguna de Castilla |
O Cebreiro |
Liñares |
Hospital da Condesa |
Padornelo |
Alto do Poio |
Fonfría |
O Biduedo |
As Pasantes |
Ramil |
Triacastela |
Samos / Calvor |
Sarria |
Barbadelo |
Mercado de Serra |
Brea |
Ferreiros |
Vilachá |
Portomarín |
Gonzar |
Ligonde |
Palas de Rei |
San Xulián do Camiño |
Leboreiro |
Furelos |
Melide |
Boente |
Castañeda (Galicien) |
Ribadiso |
Arzúa |
Santa Irene |
Amenal |
Lavacolla |
Monte de Gozo |
Santiago de Compostela
Koordinaten: 42° 19′ 33″ N, 2° 51′ 55″ W